# Імперські міста Марокко
Імперські міста — термін, який використовується в Марокко для позначення чотирьох історичних столиць держави:
- Фес — столиця Ідрісидів, Маринідів і Ваттасидів.
- Марракеш — столиця Альмохадів і Альморавідів.
- Мекнес — столиця Алавітів.
- Рабат — нинішня столиця Марокко.